# السلاموني
قرية السلاموني هي إحدى القرى التابعة لمركز أخميم بمحافظة سوهاج في جمهورية مصر العربية. حسب إحصاءات سنة 2006، بلغ إجمالي السكان في السلاموني 12714 نسمة، منهم 6555 رجلا و6159 امرأة.